# Пояна-Стампей
Пояна-Стампей (рум. Poiana Stampei) — село у повіті Сучава в Румунії. Адміністративний центр комуни Пояна-Стампей.
Село розташоване на відстані 328 км на північ від Бухареста, 92 км на південний захід від Сучави, 130 км на північний схід від Клуж-Напоки.

## Населення
За даними перепису населення 2002 року у селі проживали 824 особи, усі — румуни. Усі жителі села рідною мовою назвали румунську.